# Vincent Thill
Vincent Thill (Luxembourg, 2000. február 4. –)  luxemburgi válogatott labdarúgó, az Örebro játékosa kölcsönben a Vorszkla Poltava csapatától.

## Pályafutása
2016. szeptember 21-én a Bordeaux ellen a 82. percben beállt és ezzel ő lett az első a topligák történetében, aki 2000-ben született, és pályára léphetett tétmeccsen. 2018 augusztusában kölcsönbe került egy szezont a Pau FC együtteséhez. A 2019–2020-as idényt a szintén francia Orléans csapatánál töltötte. 2020 szeptemberében a portugál Nacional játékosa lett. 2021 nyarán aláírt az ukrán Vorszkla Poltava csapatához, de 2022. április 1-jén kölcsönbe került a svéd Örebro csapatához.

## Válogatott
2016. március 25-én a Bosznia-hercegovinai labdarúgó-válogatott elleni felkészülési mérkőzésen csereként debütált a felnőtt válogatottban, mindössze 16 évesen. Ezzel ő lett a válogatott minden idők legfiatalabban debütáló futballistája. Május 31-én pedig az első gólját is megszerezte a Nigériai labdarúgó-válogatott ellen.

## Statisztika

### Klub
| Klub               | Szezon             | Bajnokság | Bajnokság | Kupa  | Kupa  | Ligakupa | Ligakupa | Európa | Európa | Egyéb | Egyéb | Összesen | Összesen |
| Klub               | Szezon             | Mérk.     | Gólok     | Mérk. | Gólok | Mérk.    | Gólok    | Mérk.  | Gólok  | Mérk. | Gólok | Mérk.    | Gólok    |
| ------------------ | ------------------ | --------- | --------- | ----- | ----- | -------- | -------- | ------ | ------ | ----- | ----- | -------- | -------- |
| Metz               | 2016–17            | 1         | 0         | 1     | 0     | 0        | 0        | —      | —      | —     | —     | 2        | 0        |
| Metz               | 2017–18            | 1         | 0         | 1     | 0     | 2        | 0        | —      | —      | —     | —     | 4        | 0        |
| Metz               | Összesen           | 2         | 0         | 2     | 0     | 2        | 0        | 0      | 0      | 0     | 0     | 6        | 0        |
| Pau                | 2018–19            | 28        | 12        | 1     | 0     | —        | —        | —      | —      | —     | —     | 29       | 12       |
| Orléans            | 2019–20            | 19        | 1         | 1     | 0     | 1        | 0        | —      | —      | —     | —     | 21       | 1        |
| Karrierje összesen | Karrierje összesen | 49        | 13        | 4     | 0     | 3        | 0        | 0      | 0      | 0     | 0     | 46       | 13       |

### Góljai a válogatottban
| # | Dátum             | Helyszín                                   | Ellenfél    | Gól | Végeredmény | Verseny                           |
| - | ----------------- | ------------------------------------------ | ----------- | --- | ----------- | --------------------------------- |
| 1 | 2016. május 31.   | Stade Josy Barthel, Luxembourg, Luxembourg | Nigéria     | 1–2 | 1–3         | Barátságos mérkőzés               |
| 2 | 2018. október 15. | Stade Josy Barthel, Luxembourg, Luxembourg | San Marino  | 3–0 | 3–0         | 2018–2019-es UEFA Nemzetek Ligája |
| 3 | 2019. június 2.   | Stade Josy Barthel, Luxembourg, Luxembourg | Madagaszkár | 1–0 | 3–3         | Barátságos mérkőzés               |

## Család
Testvérei, Olivier Thill és Sebastien Thill szintén labdarúgók. Oliver az Eyüpspor, Sebastien pedig a Sheriff Tiraspol játékosa. Édesapja, Serge Thill maga is labdarúgó volt és rövid ideig edzősködött is.